# Discografia de Within Temptation
A discografia de Within Temptation, banda holandesa, consiste em seis álbuns de estúdio, dois álbuns ao vivo, quatro álbuns vídeo, três extended plays e dezesseis singles oficiais.

## Álbuns de estúdio
| Enter                                                     | - Lançamento: 6 de abril de 1997 - Gravadora: DSFA - Formatos: CD, CS                                                       | 32 | —  | — | —  | —  | — | —  | —  | —  | —   |                                  |
| Mother Earth                                              | - Lançamento: 4 de dezembro de 2000 - Gravadora: DSFA, GUN - Formatos: CD, CS                                               | 3  | 30 | 3 | —  | —  | 7 | 11 | —  | 70 | 186 | - ALE: Platina - HOL: 2× Platina |
| The Silent Force                                          | - Lançamento: 15 de novembro de 2004 - Gravadora: GUN - Formatos: CD, DD                                                    | 1  | 12 | 4 | 3  | 34 | 5 | 30 | 28 | 22 | 90  | - ALE: Platina - HOL: 2× Platina |
| The Heart of Everything                                   | - Lançamento: 9 de março de 2007 - Gravadora: Roadrunner - Formatos: CD, DD                                                 | 1  | 12 | 2 | 2  | 26 | 5 | 24 | 4  | 8  | 38  | - ALE: Ouro - HOL: Ouro          |
| The Unforgiving                                           | - Lançamento: 25 de março de 2011 - Gravadora: Roadrunner - Formatos: CD, DD                                                | 2  | 7  | 3 | 3  | 19 | 7 | 25 | 7  | 9  | 23  | - ALE: Ouro                      |
| Hydra                                                     | - Lançamento: 31 de janeiro de 2014 - Gravadora: Universal Music, Sony BMG, Nuclear Blast, Dramatico - Formatos: CD, DD, LP | 1  | 5  | 4 | 13 | 2  | 4 | 15 | 12 | 2  | 6   |                                  |
| Resist                                                    | - Lançamento: 1 de fevereiro de 2019 - Gravadora: Vertigo Records - Formatos: CD, DD, LP                                    | 2  | 4  | 2 | 4  | 22 | 1 | 25 | 11 | 2  | 15  |                                  |
| Bleed Out                                                 | - Lançamento: 20 de outubro de 2023 - Gravadora: Force Music - Formatos: CD, DD, LP                                         | 2  | 8  | 5 | 18 | 43 | 5 | —  | 52 | 4  | —   |                                  |
| "—" não chegou às paradas ou não foi lançado nessa região | |    |    |   |    |    |   |    |    |    |     |                                  |

## Ao vivo
| Black Symphony                                            | - Lançamento: 22 de setembro de 2008 - Gravadora: Roadrunner, GUN - Formatos: CD, DD | 3 | 36 | 16 | 32 | 77 | 17 | 25 | —   |
| An Acoustic Night at the Theatre                          | - Lançamento: 2 de novembro de 2009 - Gravadora: Roadrunner, GUN - Formatos: CD, DD  | 4 | 38 | 31 | —  | 89 | 46 | 35 | 116 |
| "—" não chegou às paradas ou não foi lançado nessa região |                                                                                      |   |    |    |    |    |    |    |     |

## Álbum de Covers
| The Q-Music Sessions                                      | - Lançamento: 19 de abril de 2013 (Apenas na Holanda e Bélgica) - Gravadora: Roadrunner - Formatos: CD, DD | 5 | — | 4 | — | — | — | — | — |
| "—" não chegou às paradas ou não foi lançado nessa região | |   |   |   |   |   |   |   |   |

## Extended plays
| Título                    | detalhes                                                                        |
| ------------------------- | ------------------------------------------------------------------------------- |
| The Dance                 | - Lançamento: 21 de junho de 1998 - Gravadora: DSFA - Formatos: CD, CS          |
| Angels                    | - Lançamento: 2005 - Gravadora: DSFA - Formatos: CD, CS                         |
| The Howling               | - Lançamento: 1 de maio de 2007 - Gravadora: Roadrunner - Formatos: CD, DD      |
| Paradise (What About Us?) | - Lançamento: 27 de setembro de 2013 - Gravadora: Roadrunner - Formatos: CD, DD |

## Singles
| "Restless"                                                | 1997 | —  | —  | —  | —  | —  | —  | —  | —  | —  | —   | Enter                            |
| "Our Farewell"                                            | 1997 | —  | —  | —  | —  | —  | —  | —  | —  | —  | —   | Mother Earth                     |
| "Ice Queen"                                               | 2002 | 4  | 53 | 3  | —  | —  | 21 | —  | —  | —  | —   | Mother Earth                     |
| "Mother Earth"                                            | 2002 | 25 | —  | 33 | —  | —  | 14 | —  | —  | 81 | —   | Mother Earth                     |
| "Running Up That Hill"                                    | 2003 | 13 | 37 | 48 | —  | —  | 13 | —  | —  | 83 | —   | não é single do álbum            |
| "Stand My Ground"                                         | 2004 | 4  | 25 | 9  | 9  | —  | 13 | 20 | 21 | 67 | —   | The Silent Force                 |
| "Memories"                                                | 2005 | 11 | 44 | 26 | 19 | —  | 17 | —  | —  | 45 | —   | The Silent Force                 |
| "Angels"                                                  | 2005 | 11 | 50 | 41 | 9  | —  | 25 | —  | —  | —  | —   | The Silent Force                 |
| "What Have You Done" (com Keith Caputo)                   | 2007 | 7  | 49 | 49 | 4  | —  | —  | —  | 40 | 36 | 187 | The Heart of Everything          |
| "Frozen"                                                  | 2007 | 28 | —  | —  | —  | 78 | 64 | —  | —  | —  | —   | The Heart of Everything          |
| "All I Need"                                              | 2007 | 15 | —  | —  | —  | —  | 78 | —  | —  | —  | —   | The Heart of Everything          |
| "Forgiven"                                                | 2008 | —  | —  | —  | —  | —  | 87 | —  | —  | —  | —   | The Heart of Everything          |
| "Utopia" (com Chris Jones)                                | 2009 | —  | —  | 37 | —  | —  | —  | —  | —  | 88 | —   | An Acoustic Night at the Theatre |
| "Faster"                                                  | 2011 | 19 | —  | 32 | —  | —  | 48 | —  | —  | —  | —   | The Unforgiving                  |
| "Sinéad"                                                  | 2011 | —  | —  | —  | —  | —  | —  | —  | —  | —  | —   | The Unforgiving                  |
| "Shot in the Dark"                                        | 2011 | —  | —  | —  | —  | —  | —  | —  | —  | —  | —   | The Unforgiving                  |
| "—" não chegou às paradas ou não foi lançado nessa região |      |    |    |    |    |    |    |    |    |    |     | The Unforgiving                  |

### Singles promocionais
| Título                        | Ano  | Álbum            |
| ----------------------------- | ---- | ---------------- |
| "Never Ending Story"          | 2003 | Mother Earth     |
| "Jillian (I'd Give My Heart)" | 2005 | The Silent Force |
| "Where Is The Edge"           | 2005 | The Unforgiving  |

## Álbuns vídeo
- Mother Earth Tour (2002)
- The Silent Force Tour (2005)
- Black Symphony (2008)
- Let Us Burn – Elements & Hydra Live in Concert (2014)[16]

## Outras participações
| Ano  | Título                                  | Tipo                               | Canção                        |
| ---- | --------------------------------------- | ---------------------------------- | ----------------------------- |
| 2004 | Knights of the Temple: Infernal Crusade | Videojogo                          | "Mother Earth"                |
| 2007 | Sangue e Chocolate                      | Trailer                            | "Stand my Ground"             |
| 2008 | Grey's Anatomy                          | promo de série de TV               | "What Have You Done"          |
| 2008 | The Chronicles of Spellborn             | Jogo para computador               | "The Howling"                 |
| 2008 | The Chronicles of Spellborn             | Jogo para computador               | "Sounds of Freedom"           |
| 2009 | Guitar Hero World Tour                  | Video Game: European Track Pack 04 | "What Have You Done"          |
| 2009 | The Tudors                              | promo de série de TV               | "The Truth Beneath The Rose"  |
| 2010 | The Vampire Diaries                     | episódio: "Miss Mystic Falls"      | "All I Need"                  |
| 2010 | Me & Mr. Jones                          | Trailer                            | "Where Is the Edge"           |
| 2010 | The Borgias                             | promo de série de TV               | "Jillian (I'd Give My Heart)" |